# Józef Kłoczowski
Józef Adam Jan Kłoczowski herbu Rawicz (ur. w 1818 w Górze Kalwarii, zm. w 1870) – polski urzędnik zaboru rosyjskiego, burmistrz Piaseczna okresu powstania styczniowego (sprawował urząd w latach 1860–1864).

## Życiorys
Kłoczowski z żoną osiedlili się w Warce, gdzie jego teść, Franciszek Kostecki był burmistrzem. Mieszkali tam do 1860 roku. Józef Kłoczowski pracował w Warce jako urzędnik. W 1860 roku otrzymał nominację na burmistrza Piaseczna i 15 września objął ten urząd. Sprawował go do 1864 roku.
Współpracował z powstańcami styczniowymi. Zimą 1863 roku do Piaseczna dotarł z Belgii duży transport karabinów przeznaczonych dla powstańców. Kłoczowski pozwolił na ukrycie ich w magistracie i w swoim mieszkaniu. W tym samym czasie do Piaseczna wszedł kilkusetosobowy oddział Kozaków. Burmistrz był zmuszony zaprosić dowództwo oddziału na śniadanie. Wyjaśnił, że w skrzyniach jest sprzęt do remontu biura.
Józef Kłoczowski był powstańczym naczelnikiem powiatu (wiadomość nie potwierdzona). Jednocześnie, pełniąc obowiązki burmistrza, pisał banalne sprawozdania (o powszechnie znanych wydarzeniach) dla swoich carskich zwierzchników lub biorąc w obronę mieszkańców miasta przed represjami. Według opowiadań Eugeniusza Kłoczowskiego opublikowanych w „Drugich szkicach z dziejów Piaseczna i okolic" w pewnym momencie powstania Józef Kłoczowski skierował oddział Rosjan wprost na zasadzkę, ponieśli oni duże straty, więc wpadli jak szatani do Piaseczna, aby powiesić zdrajcę – burmistrza. Wyszarpano go z biura, podprowadzono do latarni, żołnierze ruszyli szukać jakiejś linki czy lejców. (...) oto ze wszystkich sklepików i kramów, ze wszystkich warsztatów rzemieślniczych, z domów piaseczyńskiej biedoty runął na rynek tłum, wcale nie bojący się knutów i kolb.(...) Piaseczanie nie dali powiesić swojego burmistrza.
Został jednak uwięziony w warszawskiej Cytadeli. Przebywał tam około 8–10 miesięcy, umarł w roku 1870, prawdopodobnie na skutek katowania w więzieniu. Po powstaniu Piaseczno straciło prawa miejskie, odzyskało je dopiero w 1916 roku.

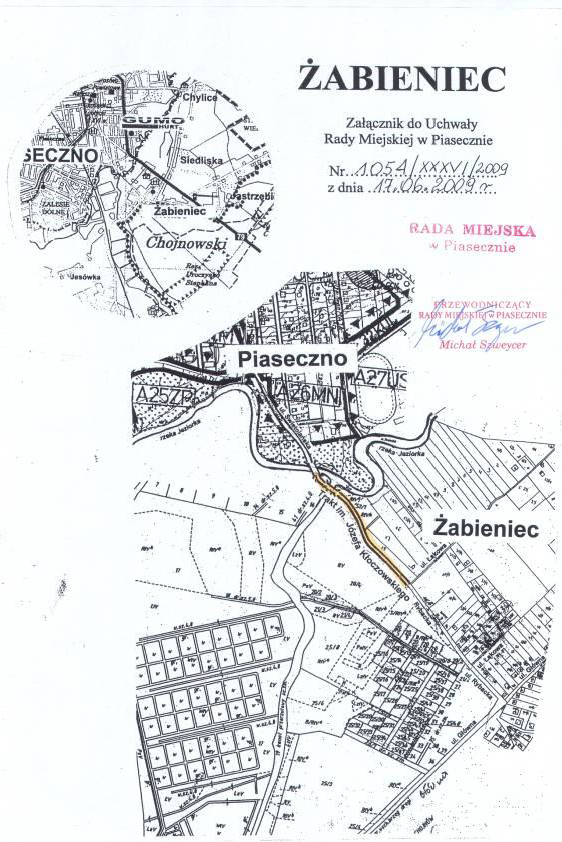
Położenie Traktu im. Józefa Kłoczowskiego na mapie Piaseczna i Żabieńca. Załącznik do uchwały o nadaniu nazwy traktowi

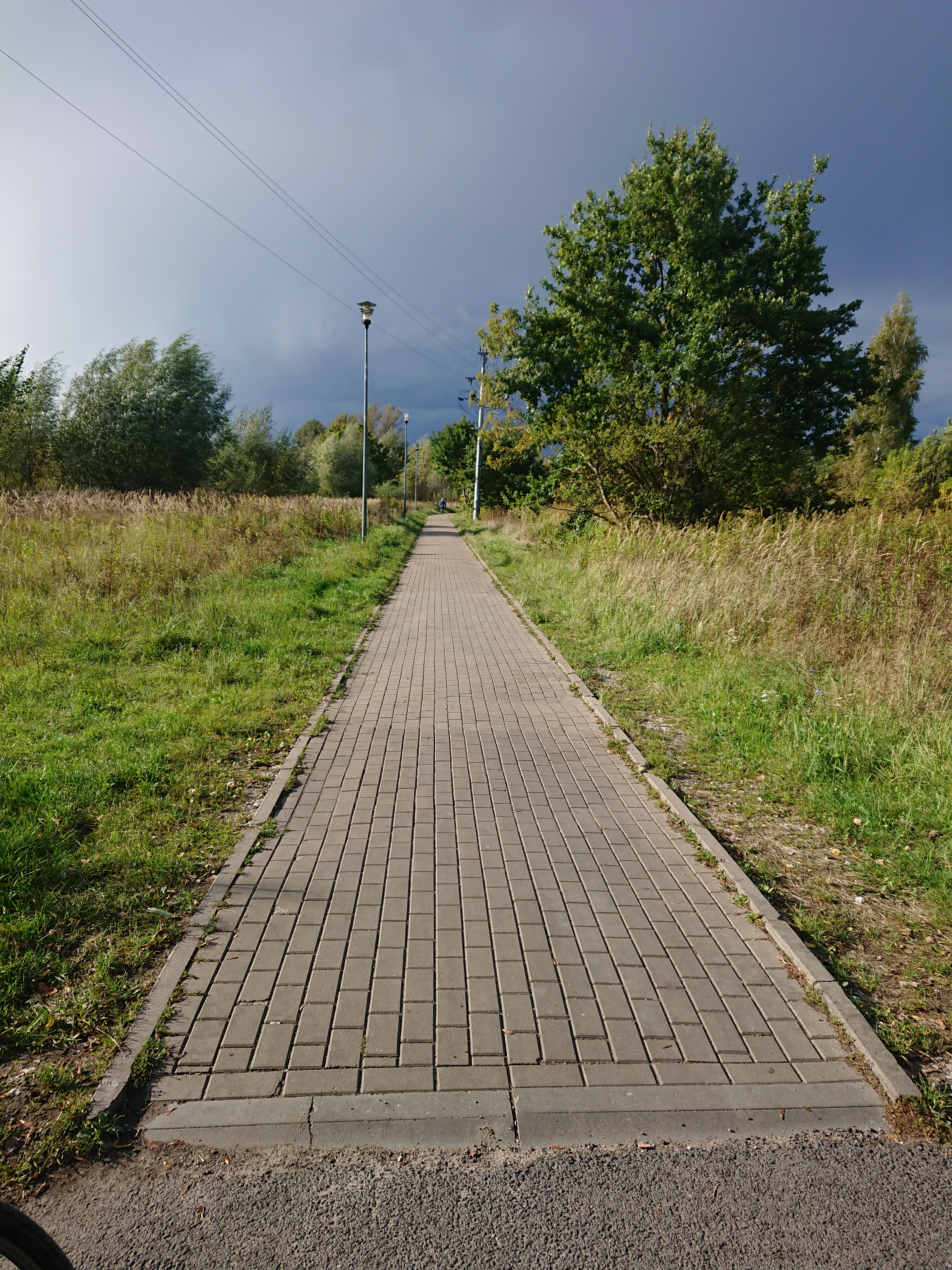
Trakt im. Józefa Kłoczowskiego w Żabieńcu – od strony wschodniej

## Życie rodzinne
Józef Kłoczowski był synem Stanisława i Konstancji z domu Piaseckiej. Miał brata Juliana Henryka. Ożenił się z Teodozją (Dosią) Kostecką (1818–1858) herbu Leszczyc, córką Franciszka Kosteckiego. Mieli 8 dzieci, były to:
- Bronisława Sabina Franciszka (1841–1916),
- Bolesław Mieczysław Hipolit (1843–1885), w maju 1862 roku skazany na wywóz do Orenburga za udział w manifestacjach w Warszawie (wrócił do Polski w 1863 roku)[6],
- Aleksandra Teodozja  (Olesia) (1845–),
- Emilia Maria (Emilka) (1847–),
- Piotr Józef (1850–1920), ojciec Eugeniusza Kłoczowskiego i dziad m.in. Jerzego i Jana Andrzeja Kłoczowskich
- Helena Agnieszka Konstancja (1852–),
- Stanisław Tadeusz (~1855–1914),
- Zofia (~1855–)[7].

## Upamiętnienie
17 czerwca 2009 roku uchwałą nr 1054/XXXVI/2009 Rady Miejskiej w Piasecznie nadano nazwę „Trakt im. Józefa Kłoczowskiego” drodze we wsi Żabieniec w gminie Piaseczno: fragmentowi ciągu komunikacyjnego łączącego Piaseczno z Żabieńcem (ulice Świętojańska w Piasecznie i ul. Rybacka w Żabieńcu) na odcinku do rzeki Jeziorki do zbiegu ulic Rybackiej i Łąkowej w Żabieńcu.